# Земляне (Сумський район)
Земляне́ —  село в Україні, у Краснопільській селищній громаді Сумського району Сумської області. Населення становить 161 осіб. До 2020 орган місцевого самоврядування — Рясненська сільська рада.

## Географія
Село Земляне розташоване біля витоків річки Пожня, нижче за течією на відстані 5 км розташоване село Мезенівка. На відстані 2 км розташовані села Лісне та Новоолександрівка.
Поруч пролягає автомобільний шлях Т 1901.

## Історія
- Село постраждало внаслідок геноциду українського народу, проведеного урядом СССР 1923-1933 та 1946-1947 роках.
- 12 червня 2020 року, відповідно до розпорядження Кабінету Міністрів України № 723-р «Про визначення адміністративних центрів та затвердження територій територіальних громад Сумської області», село увійшло до складу Краснопільської селищної громади[1].
- 19 липня 2020 року, в результаті адміністративно-територіальної реформи та ліквідації Краснопільського району, увійшло до складу новоутвореного Сумського району[2].

## Населення

### Мова
Розподіл населення за рідною мовою за даними :
| Мова       | Кількість | Відсоток |
| ---------- | --------- | -------- |
| українська | 157       | 97.52%   |
| російська  | 4         | 2.48%    |
| Усього     | 161       | 100%     |

## Пам'ятки
- Ряснянський — ботанічний заказник місцевого значення.